# Jabula
Jabula est un groupe musical composé de musiciens sud-africains « exilés » au Royaume-Uni durant l'Apartheid.
Sous l'Apartheid, les groupes traditionnels de musique africaine étaient bannis des ondes radio, et les groupes qui en jouaient forcés à s'exiler. Les quatre membres de Jabula se sont rencontrés à Londres où ils vivaient après leur départ d'Afrique du Sud. Le groupe est formé en 1974 et comporte les membres suivants :
- Julian Bahula : chant, ex-membre des Philip Tabane's Malombo Jazzmen
- Ernest Mothle : basse
- Lucky Ranku : guitare et percussions
- Eddie Tatane : percussions

En plus de leurs albums, les membres du groupe ont participé aux enregistrements d'Ommadawn, Incantations et Amarok de Mike Oldfield.
Le 21 juillet 1979, ils sont apparus au Amandla Festival aux côtés de Bob Marley, Dick Gregory, Patti LaBelle et Eddie Palmieri, entre autres.
Leur second album Thunder into our hearts, paru sous le label Caroline Records, est dédié au trompettiste Mongezi Feza, qui a participé à l'enregistrement de l'album mais qui est mort avant sa sortie.

## Discographie
- Jabula (1975)
- Thunder into our hearts (1976)
- Jabula in Amsterdam (1978)

- Mike Oldfield :
- 1975 : Ommadawn
- 1978 : Incantations
- 1990 : Amarok